# Arevmoudk
Ne doit pas être confondu avec Arevmoudk (1859-1865).
Arevmoudk (arménien : Արեւմուտք, littéralement « Occident ») est une revue littéraire en langue arménienne fondée à Paris le 18 mars 1945 et publiée jusqu'en mars 1952.

## Historique
En 1945, quelques anciens du groupe Mardgotz (1932-1934) dont Lévon Tchormissian et Lévon Mozian, mais aussi des plus jeunes comme Puzant Topalian, fondent la revue Arevmoudk, dont le premier numéro est publié le 18 mars 1945 par l'imprimerie Araxes (appartenant à P. Topalian).
La revue est un hebdomadaire de 8 pages qui veut « extraire le diamant de l'âme arménienne et l'exposer au monde, prendre soin de la nouvelle génération, collaborer avec l'Arménie soviétique, contribuer à la conservation de la langue arménienne » (traduction de Krikor Beledian). L'objectif d'Arevmoudk est l'entente, la réunion des auteurs et autrices arméniens de la diaspora arménienne de France. Ainsi, la revue réunit la plupart des écrivains et intellectuels de Paris, dépassant les clivages, notamment celui entre les communistes et la Fédération révolutionnaire arménienne. On retrouve ainsi notamment les signatures de Bedros Zaroyan, Meguerditch Barsamian, Frenkian et H. Zartarian.
L'équipe de la revue change le 17 novembre 1946 : Lévon Tchormissian et Lévon Mozian, politiquement les plus marqués, quittent le comité de rédaction, et sont remplacés par M. Kouyoumdjian et Garo Poladian. Elle devient la propriété de l'Association générale de Cilicie tout en continuant à être publiée par l’Imprimerie Araxes. Les écrivains qui soutiennent trop visiblement l'Arménie soviétique s'en vont, mais Arevmoudk continue de prôner le rassemblement ; on assiste à l'arrivée d'auteurs comme Aram Andonian, Nigoghos Sarafian, Nichan Béchiktachlian, Vahram Gakavian, ainsi que la participation d'Archag Tchobanian, Aharon Dadourian, Hagop Oshagan ou encore Harout Gosdantian.
Cependant, comme le note Krikor Beledian, Arevmoudk n'est toutefois pas une revue d'intense création littéraire mais plutôt un lieu de commentaire sur l'actualité. On trouve toutefois la publication de poèmes de Harout Gosdantian, de Puzant Topalian, de la prose de Nigoghos Sarafian, des textes de Vahram Gakavian, des articles du critique littéraire Meguerditch Barsamian (sur Nichan Bechiktachlian, Nigoghos Sarafian, Ghévont Méloyan ou encore Chavarch Nartouni). La revue s'intéresse aussi à la culture française et étrangère, publiant par exemple un entretien entre Garo Poladian et Paul Éluard (numéro du 1er janvier 1949), une traduction d'H. G. Wells par Vahram Gakavian (numéro du 20 avril 1947), etc.. Arevmoudk est ainsi une revue rassemblant énormément de signatures et abordant de très nombreux thèmes.
En parallèle, des rencontres et conférences hebdomadaires sont organisées au café Régent (près de Cadet), transformées ensuite en articles publiés dans la revue.
Les difficultés financières provoquent la disparition d'Arevmoudk en mars 1952 après des difficultés croissantes de publication en 1950-1951 ; sa relève est assurée par la revue Andastan, lancée par Puzant Topalian.